# داگنس نی‌هیتر
داگِنس نی‌هیِتر (سوئدی: Dagens Nyheter؛ ‏تلفظ در سوئدی: [ˈdɑ̌ːɡɛns ˈnŷːˌheːtɛr] ) روزنامه‌ای است که توسط رودولف وال در سال ۱۸۶۴ در سوئد تأسیس شد. اولین نسخه این روزنامه در ۲۳ دسامبر ۱۸۶۴ منتشر گردید.

## تاریخچه
در پروسه راه اندازی اولیه، در صبح روز سال ۱۸۷۴ این روزنامه به یک شرکت سهامی تبدیل شد. نسخه‌های چاپی آن در سال ۱۸۸۰ به ۱۵۰۰۰ نسخه رسید. در دهه ۱۸۹۰، وال داگِنس نی‌هیِتر را ترک کرد و در پی آن روزنامه به ارگان حزب لیبرال تبدیل شد. از ۱۹۴۶ تا ۱۹۵۹ هربرت تینگستن سردبیر اجرایی آن بود.
این روزنامه متعلق به گروه انتشاراتی بونیر است. دفتر مرکزی داگِنس نی‌هیِتر در آسمان‌خراش یا برج داگِنس نی‌هیِتر در استکهلم قرار دارد. این برج در سال ۱۹۶۴ تکمیل شد و طراحی آن توسط معمار پل هدکوئیست صورت گرفت.
ارتفاع برج ۸۴ متر (۲۷۶ پا) است و دارای ۲۷ طبقه می‌باشد که زیرزمین ندارند، ساختمان مرکزی این شرکت در سال ۱۹۹۶ به محل فعلی آن در Gjörwellsgatan که در مجاورت برج قدیمی بنا شده نقل مکان کرد.
روزنامه اکسپرسن، که ازجمله متعلق به گروه بونیر است در این ساختمان قرار دارد.
اغلب صاحب نظران داگِنس نی‌هیِتر را به عنوان یک روزنامه عامه پسند مطرح می‌کنند. اما صفحه سرمقاله آن مواضع مستقل حزب لیبرال را منعکس می‌کند. با این حال، این روزنامه از سال ۱۹۷۲ اتحاد رسمی اش با حزب لیبرال را ترک کرده‌است.

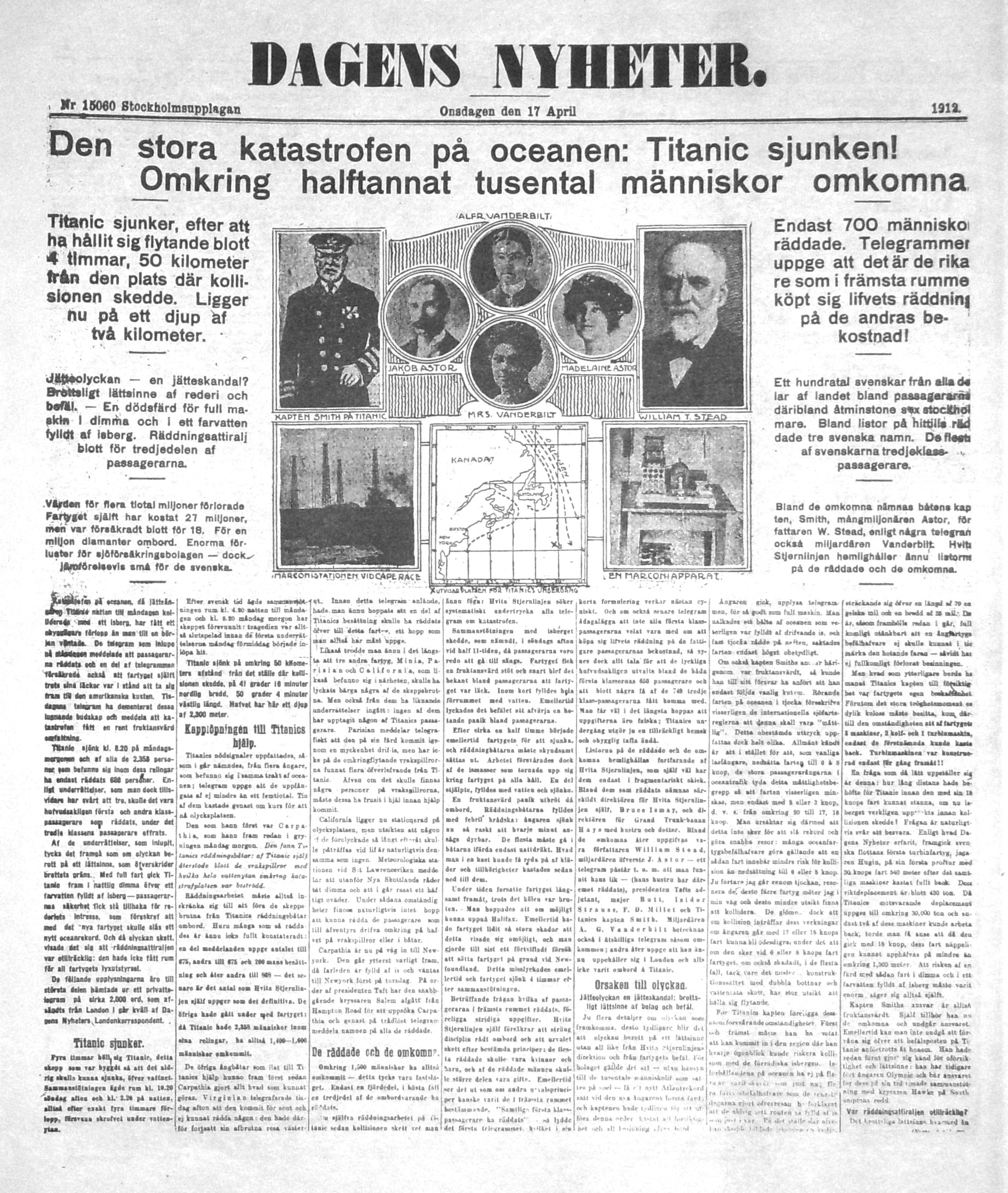
داگِنس نی‌هیِتر ۱۷ آوریل ۱۹۱۲: «فاجعه بزرگ اقیانوس: کشتی تیتانیک غرق شد».